# 屯內站
屯內站（：／ Dunnae yeok */?）是一個位於大韓民國江原特別自治道橫城郡屯內面，屬於京江線的鐵路車站。2017年12月22日開通。

## 歷史
- 2017年12月22日：通車。

## 相鄰車站
韓國鐵道公社
京江線
橫城－屯內－平昌